# SG Arheilgen

Traditionelles Wappen und neues Logo (seit 2005) der SG Arheilgen

Die SG Arheilgen ist ein Breitensportverein aus dem Darmstädter Stadtteil Arheilgen und mit rund 4000 Mitgliedern einer der größten Sportvereine der südhessischen Stadt. Er besteht unter diesem Namen seit 1945, ging aber aus mehreren Vereinen des bis 1937 selbständigen Ortes hervor, deren Wurzeln bis in das Jahr 1867 zurückreichen. Die Fußballmannschaft spielte in den Nachkriegsjahren einige Zeit in der hessischen Amateurliga. Seitdem ein Teil der Spieler 1954 den Verein verlassen und 1. FC 04 Arheilgen gegründet hatte, spielt der SGA im Fußballbereich nur noch in den Spielklassen des Fußballbezirkes Darmstadt.

## Geschichte

### Vorgängervereine
Im Verlauf des 20. Jahrhunderts sind die folgenden Arheilger Vereine in die heutige Sportgemeinschaft Arheilgen eingeflossen:
- der Turnverein 1876, mit Gründungsdatum 12. August 1876 die älteste Sportbewegung in Arheilgen
- der Arbeiter Radfahrerverein „Frisch auf“ (gegründet 1902)
- der Arbeiter Turn- und Sportverein (gegründet 1903)
- die beiden Fußballvereine FC Olympia 04 und FC Germania 06
- der Kraftsportclub (gegründet 1910)

Die Fußballvereine FC Olympia 04 (ab 1913: FV Olympia 04) und FC Germania 06 schlossen sich im November 1921 zur Sportvereinigung (SpVgg) 04 Arheilgen zusammen. Am 30. Juli 1922 wurde das heutige Vereinsgelände am „Arheilger Mühlchen“ eingeweiht. 1933, nach dem Verbot der Arbeitersportvereine durch die Nationalsozialisten, trat ein Teil der Mitglieder des ATSV der Sportvereinigung bei. Nachdem die Gemeinde Arheilgen 1937 nach Darmstadt eingemeindet worden war, drängten die örtlichen Nationalsozialisten auf die Fusion der Sportvereine zu Großvereinen. So entstand in der Stadt 1938 zunächst die GfL Darmstadt, deren Beitritt sich die Sportvereinigung noch verweigern konnte, im Jahr darauf, 1939, vereinigte sich Sportvereinigung 04 aber schließlich mit dem Turnverein 1876 zum Sportverein 1876 Arheilgen. Seinen heutigen Namen trägt der Verein seit dem Jahr 1945. Nach dem Zweiten Weltkrieg waren alle Vereine aufgelöst worden, die früheren Vereine eines Ortes oder Stadtteils schlossen sich vielerorts zu Sportgemeinschaften zusammen und behielten diesen Namen bei. Als Gründungsjahr wurde das Jahr 1876 vom Turnverein übernommen, ebenso das Vereinshaus in der Frankfurter Landstraße. Vom aufgelösten Arbeiter-Turn- und -Sportverein kam der Sportplatz Im Elsee, von der ursprünglichen Sportvereinigung 04 das Gelände am Arheilger Mühlchen und die Vereinsfarben Blau-Weiß-Schwarz.

### Fußball
In Arheilgen wurde schon im Jahr 1903 Fußball gespielt, ein erster Verein namens „Germania“ löste sich allerdings bereits im Jahr darauf auf, nachdem der FC Olympia 04 gegründet worden war. 1906 trat Olympia dem Süddeutschen Fußballverband bei und im selben Jahr entstand mit dem FC Germania 06 ein zweiter Fußballverein. Beide traten aber überregional nicht in Erscheinung. Erst nach der Fusion zur SpVgg 04 Arheilgen 1921 und der Einweihung des neuen Sportplatzes „Am Mühlchen“ – zuvor hatte die Germania seit 1912 am Main-Neckar-Bahnhof gespielt – im Jahr darauf ging es bergauf. Die Kreisliga wurde 1923/24 erreicht, und 1927 spielte die SpVgg Arheilgen erstmals um den Aufstieg in die seinerzeit höchste Spielklasse, die Bezirksliga. Sportlich scheiterte die Mannschaft zwar, wurde aber durch eine Ligenreform zur Spielzeit 1927/28 dennoch in die Bezirksliga Main/Hessen aufgenommen. Dort traf man unter anderem auf den Nachbarverein Darmstadt 98, konnte diesen am Mühlchen mit 4:3 besiegen und auch in der Abschlusstabelle hinter sich lassen. Als „Nummer 1“ im Raum Darmstadt konnte sich die „Mühlches-Elf“ allerdings nur kurze Zeit bezeichnen, denn schon 1928/29 musste man sich als Vorletzter der Tabelle wieder aus der Bezirksliga verabschieden, während den „Lilien“ im selben Jahr der Wiederaufstieg gelang.
Erst nach dem Zweiten Weltkrieg konnte die Mannschaft, die nun unter dem Namen SG Arheilgen antrat, wieder auf sich aufmerksam machen. Hierfür waren vor allem zwei Nachwuchskräfte verantwortlich, die Namensvettern Joseph und Hennes Müller, die seit 1937 bzw. 1942 für die Ligaelf antraten. Letztgenannter sorgte mit seinen drei Toren beim 3:1 über den VfR Bürstadt im Entscheidungsspiel am 29. September 1946 dafür, dass der Verein in die Landesliga Frankfurt-West aufstieg und damit in den darauf folgenden Spielzeiten wieder auf Augenhöhe mit dem Lokalrivalen Darmstadt 98 spielte; das Derby in der Saison 1948/49 sahen 5000 Zuschauer auf dem „Mühlchen“. Der Höhepunkt dieser Phase war erreicht, als sich die SG Arheilgen am Ende der Runde 1949/50 für die neu gegründete 2. Liga Süd qualifizierten. Im Vertragsspielerlager konnten sich die Blau-Weiß-Schwarzen um den Frankfurter „Charly“ Zech allerdings nicht behaupten und stiegen bereits nach der ersten Saison 1950/51 in die Hessenliga ab. Auch die Zugehörigkeit zur 1. Amateurliga hatte nicht lange Bestand, nach der Spielzeit 1953/54 zählte die SG Arheilgen auch hier zu den Absteigern.
Im Verein war man sich nun uneins, wie es mit dem Leistungsfußball weitergehen sollte. Eine Gruppe von Leistungsträgern der Mannschaft um Georg Büttner (sen.) verließ schließlich die SG Arheilgen und gründete den reinen Fußballverein 1. FC 04 Arheilgen. Während sich dieser unter dem ebenfalls übergetretenen Trainer Otto Heib schnell zur örtlichen Spitzenkraft entwickelte, setzte sich die Talfahrt beim SGA mit dem Abstieg in die A-Klasse 1957 zunächst fort. 1962 gelang mit dem Aufstieg in die 2. Amateurliga immerhin die Rückkehr in die Viertklassigkeit, doch damit war es bereits drei Jahre später wieder vorbei, als in Hessen die Gruppenligen neu eingeführt wurden und die SGA die Qualifikation mit einem 13. Platz deutlich verfehlte. Aus den höherklassigen regionalen Ligen verabschiedeten sich die Fußballer der SG Arheilgen schließlich in den 1970er Jahren, nachdem der Abteilungsvorstand 1972 den Ausstieg aus dem bezahlten Amateurfußball beschlossen hatte. Seither spielt die SGA nur noch auf Kreis- und Bezirksebene des Fußballbezirks Darmstadt. Derzeit (Stand: Saison 21/22) gehört die erste Herrenmannschaft der achtklassigen Kreisoberliga Darmstadt an.

### Handball
In der Saison 2016/17 spielte die erste Männermannschaft in der zweithöchsten hessischen Spielklasse, der Landesliga Süd. In derselben Saison folgte der Abstieg. Zurzeit spielt die Mannschaft in der Bezirksoberliga des Bezirks Darmstadt. Die Frauenmannschaft ist in der Saison 2017/18 in die Bezirksoberliga aufgestiegen.

## Sportarten und Sportstätten
Im Verein werden in insgesamt 15 Abteilungen mehrere Mannschafts- und Einzelsportarten angeboten, darunter Fußball, Handball, Radball, Rollsport, Sportkegeln, Tennis, Tischtennis, Ringen, verschiedene Leichtathletikdisziplinen und Triathlon, sowie das klassische Turnen. Darüber hinaus gibt es Angebote aus dem Bereich des Fitness-, Gesundheits und Seniorensports sowie eine Tanzsportabteilung. Die Tischtennisabteilung gehört dabei neben Fußball und Turnen zu den ältesten, sie wurde bereits 1946 ins Leben gerufen.
Die Anlagen des Vereines befinden sich im Südosten des Stadtteiles. Das SGA-Sportzentrum „Auf der Hardt“ umfasst Fußball- und Tennisplätze, eine Minigolfanlage, eine Großsporthalle sowie ein Restaurant mit Kegelanlage.